# Suikerspin (Erik Vlaminck)
Suikerspin is een historische roman van Erik Vlaminck uit 2008. Het verhaal speelt in het heden en verleden en heeft het leven van kermismensen tot onderwerp. In het boek komt een Siamese tweeling voor, dat Vlaminck baseerde op een artikel over een Siamese tweeling uit 1914. Het boek handelt over vier generaties van de familie Van Hooylandt.
Het boek bevat veel Vlaamse tekst, zoals de zin "‘Wijven zijn crapuleuze serpenten". Met name komt er in het boek veel spreektaal voor.
Eerder publiceerde Vlaminck zes boeken over het leven van gewone Vlamingen. Met ’Suikerspin’ schreef hij een boek over bijzondere mensen, kermisklanten (foorkramers).

## Waardering
In 2009 stond dit boek op de longlist van de Libris Literatuur Prijs. In datzelfde jaar stond het ook op de longlist van de AKO Literatuurprijs. Daarnaast ontving Vlaminck voor dit boek op 28 mei 2011 de Prijs voor een Prozawerk van de Provincie Antwerpen.

## Verhaal
Het boek handelt over een kermisklant die in het begin van de twintigste eeuw levende menselijke rariteiten tentoonstelt op kermissen. Hij doet dat onder andere met een vrouwelijke Siamese tweeling. De tweeling is geboren in 1893. Na verschillende verblijfplaatsen wordt de tweeling als slaven verkocht aan de kermisklant  Jean-Baptist Van Hooylandt. De ene helft van de tweeling is zwak en mentaal gehandicapt, de andere is actiever en kan lezen en schrijven. De tweeling wordt door de eigenaar mishandeld en ook seksueel misbruikt. Door hun akelig lot overlijdt de tweeling op een gegeven moment.
De kleinzoon van de kermisklant exploiteert jaren later een kindermolen die hij van zijn vader heeft geërfd. Dan blijkt dat hij niet de kleinzoon is die hij denkt te zijn, maar de zoon van één lid van de Siamese tweeling.